# It’s All About You (singel Juliany Pashy)
It's All About You – singel albańskiej wokalistki Juliany Pashy, napisany przez Ardita Gjebreę i Pirro Çakę oraz nagrany w 2009 roku.
W grudniu 2009 roku pierwotna, albańskojęzyczna wersja utworu („Nuk mundem pa ty”) wygrała finał 48. Festivali i Këngës, zdobywając największą liczbę 133 punktów od komisji jurorskiej, dzięki czemu reprezentowała Albanię podczas 55. Konkursu Piosenki Eurowizji w 2010 roku. Tuż po finale festiwalu twórcom singla zarzucano naruszenie praw autorskich oraz podobieństwo piosenki m.in. do utworu „Keeps Gettin' Better” Christiny Aguilery oraz „Womanizer” Britney Spears. W lutym opublikowano nową, anglojęzyczną wersję singla, którą Pasha zaprezentowała jako dwunasta w kolejności podczas pierwszego półfinału imprezy, który odbył się 25 maja. Wokalistka zakwalifikowała się do finału z 6. miejsca. Podczas sobotniej rundy finałowej zajęła ostatecznie 16. miejsce z dorobkiem 62 punktów, w tym z jedną „dwunastką” od Macedonii. Podczas występów artystce towarzyszył skrzypek Olen Cesari oraz żeński chórek w składzie: Joy Garrison, Glenys Vargas i Desiree Kedjour.

## Notowania na listach przebojów
| Kraj              | Lista (2010)        | Najwyższa pozycja |
| ----------------- | ------------------- | ----------------- |
| Belgia (Flandria) | Ultratop 50 Singles | 21                |